# Carniella sumatraensis
Carniella sumatraensis är en spindelart som beskrevs av Jörg Wunderlich 1995. Carniella sumatraensis ingår i släktet Carniella och familjen klotspindlar. Inga underarter finns listade.